# Tristerix pubescens
Tristerix pubescens är en tvåhjärtbladig växtart som beskrevs av J. Kuijt. Tristerix pubescens ingår i släktet Tristerix och familjen Loranthaceae. Inga underarter finns listade i Catalogue of Life.